# سامسونگ اس‌جی‌اچ-تی۶۳۹
سامسونگ اس‌جی‌اچ-تی۶۳۹ یک‌نمونه از گوشی‌های تلفن همراه سری T شرکت سامسونگ می باشد که توسط همین شرکت به بازار عرضه شده‌است.